# Gnathopogon
A Gnathopogon  a csontos halak (Osteichthyes) főosztályának sugarasúszójú halak (Actinopterygii)  osztályába, a pontyalakúak (Cypriniformes) rendjébe, a pontyfélék (Cyprinidae) családjába, és a Gobioninae alcsaládjába tartozó nem.

## Rendszerezés
A nemhez az alábbi 9 faj tartozik.
- Gnathopogon caerulescens
- Gnathopogon elongatus
- Gnathopogon herzensteini
- Gnathopogon imberbis
- Gnathopogon mantschuricus
- Gnathopogon nicholsi
- Gnathopogon polytaenia
- Gnathopogon taeniellus
- Gnathopogon tsinanensis